# اریس (شیرینی)
اریس، ریس یا سۆت شیرنی‌سی یکی از شیرینی‌های محلی تبریز است. اریس را از شیر، شکر، وانیل، پسته و کاکائو درست می‌کنند. اریس دارای انواع کاکائویی، تسبیحی و… می‌باشد.
اریس همچنین یکی از سوغات شهر باستانی اردبیل می‌باشد. این شیرینی به نام شکلات پسته نیز شناخته می‌شود.

## انواع شیرینی اریس
اریس تبریز در چهار نوع اریس کاکائویی، شیری، ترد و تسبیحی که ظاهری شبیه به دانه‌های تسبیح دارد، طبخ می‌گردد.
چوروتمه بافت سفت‌تری دارد، به همین علت به آن اریس خشک می‌گویند. چوروتمه در شکل‌های مربعی و با رنگ‌های قهوه‌ای-شیری عرضه می‌شود البته طعم کاکائویی این شیرینی نیز وجود دارد که رنگ آن قهوه‌ای تیره است.
تفاوت شیرینی اریس با چوروتمه: تفاوت اصلی چوروتمه با شیرینی اریس در بافت این دو است، این شیرینی که بیشتر شبیه تنقلات است جایگزین مناسبی برای قند بوده و معمولاً همراه با چای مصرف می‌شود. 